# Eclipse Public License
La Eclipse Public License (EPL) è una licenza libera utilizzata da Eclipse Foundation per il suo software Eclipse. Sostistuisce la Common Public License (CPL) eliminando alcuni termini relativi a contenziosi in materia di brevetti.
L'Eclipse Public License è progettata per essere una licenza di software libero business-friendly ed offre clausole copyleft più deboli rispetto ad altre licenze come la GNU General Public License (GPL). Chi usufruisce di un software in licenza EPL può utilizzare, modificare, copiare e distribuire versioni modificate del lavoro e, in alcuni casi, essere obbligato a rendere disponibili le proprie modifiche.
La EPL è approvato dalla Open Source Initiative (OSI) ed è elencata come una licenza di software libero dalla Free Software Foundation (FSF).
La discussione su una nuova versione del EPL ha avuto inizio nel maggio 2013.

## Compatibilità
La EPL 1.0 non è compatible con la GPL, e il software creato dalla combinazione fra uno concesso con licenza GPL ed uno con licenza EPL non può essere distribuito legalmente.
La EPL, inoltre, contiene una clausola brevettuale di ritorsione, che è incompatibile con la GPL per le stesse ragioni.

## Opere derivate
Ai sensi dell'articolo 1(b) della EPL, aggiunte al lavoro originale possono essere concesse in licenza in modo indipendente, anche in base a una licenza proprietaria, a condizione che tali aggiunte siano "moduli separati di software" e non costituiscano un'opera derivata.
Modifiche e integrazioni che costituiscono un lavoro derivato devono essere autorizzate secondo gli stessi termini e le condizioni della EPL, che comprendono l'obbligo di rendere disponibile il codice sorgente.

## Versioni successive
Se una nuova versione del EPL è stata pubblicata l'utente/contributore può scegliere di distribuire il software sotto la versione con cui lo ha ricevuto o di aggiornarlo alla nuova versione.

## Confronto con la CPL
La EPL è basata sulla CPL (Common Public License),, ma ci sono alcune differenze fra le due licenze:
- La Eclipse Foundation sostituisce IBM come responsabile della licenza nella EPL
- La sezione relativa ai brevetti nella licenza EPL è stata rivista eliminando l'intero paragrafo dalla sezione 7 del CPL[1]

Una clausola contenuta all'interno della CPL consente agli sviluppatori di migrare il software secondo i termini della CPL per i termini della EPL, in qualsiasi momento, allo stesso modo di come gli utenti della versione GPL 2 possono migrare alla versione GPLv3.

## Progetti che utilizzano la EPL
Oltre alla Eclipse Foundation, la EPL è utilizzata in alcuni altri progetti, in particolare (ma non solo) in quelli in esecuzione nella macchina virtuale java. I software Symbian, Graphviz, Clojure, Mondrian OLAP server, Open Daylight Project e UWIN hanno il codice sorgente concesso sotto EPL. JRuby attualmente è diffuso sotto i termini di tre licenze EPL, GPL e LGPL.